# 将棋崩し
将棋崩し（しょうぎくずし）は、将棋の駒と盤を用いた遊びの一種。山崩し（やまくずし）、ガッチャン将棋（ガッチャンしょうぎ）と呼ばれることもある。

## 基本ルール
通常2人以上の任意の人数で行う。
次に示すのは基本的なルールであり、厳密な規定がないため、地域や集団により様々なローカルルールが存在している。
1. じゃんけんや振り駒などの手段によって順番を決める。
2. 山を組む側が後手になるというルールもあるが、先手となるルールもある。
3. 将棋の駒を小さな箱に詰め、盤の上にこぼれないように素早く被せる。そのあと箱を静かに引き上げ、将棋の駒で「山」が盛られたことを確認する。
4. 順番に駒を動かしていく。駒を動かす際に音を立てたり持ち上げたりすることなく、かつ1本の指のみで盤の外まで滑らせていく。この場合は一度に複数の駒でもよい。盤の外まで運ぶとそれを得られる。駒を倒したり、積み重なっている駒を崩したりして音を立てたとき、または最初に滑らせた駒を盤外に落として得点となった場合は、次の参加者に順番を交代する。ただし、音が鳴るまで何度でも取れるというルールもある。
5. 全ての駒が無くなった時点で終了。

将棋盤は平らで硬い板であれば代用可。
駒は通常は木製の駒を用いる。プラスチックの駒では駒同士が滑りやすいため山を盛りにくく、かつ崩れやすいため非常に遊びにくい。
また、上質な駒ほど塗料で滑ってしまうため、純粋に表面が木であることが好ましい。

## 勝敗の決め方
勝敗の決め方（順位の付け方）は統一的なルールはない。以下、ローカルルールの例を示す。
- 駒の種類に関係なく、取った駒の数が一番多い者が勝ち
- 王将→玉将→飛車→角行→金将→銀将→桂馬→香車→歩兵の順に駒の種類別に得点を設定し、取った駒の得点の合計が一番高い者が勝ち
- 王将・玉将を取った者が勝ち

## その他のローカルルールの例
- 立てたままの状態を維持して盤外に落とすと得点が倍になる
- 重なっている駒は崩して分けないと盤外に出せない
- 駒は1枚ずつしか移動できない
- 山にある駒を故意または過失で盤外に飛ばしたり、指以外の方法で盤外に出した場合負けとなる
- 自分の順番の時、積まれた「山」の真上から拳で叩いて、盤外に落ちた駒のみ取る事ができる
- 金を取った者はその金を山に向かって、盤上から人差し指で一度はじくことができる
- 王を取ると盤上で軽く拳を叩くことができるが、玉は王よりも強く叩くことができる

## 将棋崩しが舞台となった作品
- 天王山のコペルニクス（将棋崩しを舞台とした小説）